# Wilhelm von Benning
Wilhelm Benning, ab 1849 Ritter von Benning, (* 5. Mai 1791 in Bamberg; † 31. Juli 1881 in München) war ein bayerischer Ministerialbeamter.

## Werdegang
Nach Tätigkeit im Innenministerium war er ab Juni 1849 Regierungspräsident von Oberbayern und ab März 1852 Regierungspräsident von Niederbayern. Im Juni 1854 trat er in den Ruhestand.

## Ehrungen
- 1844: Ritterkreuz 1. Klasse des Verdienstordens vom heiligen Michael
- 1849: Ritterkreuz des Verdienstordens der Bayerischen Krone, womit die Erhebung in den persönlichen Adel verbunden war.